# アラワイ運河
アラワイ運河（アラワイうんが、ハワイ語: Ala Wai）はハワイ州ホノルルにある人口の水路である。この運河は観光地ワイキキの北側の境界として機能している。
この運河はやがてワイキキとなる、水田や沼のあった地域を乾燥した土地にするために開発された。アラワイ運河はホノルルの中央から東へ流れる川や小川のための主要な排水路としても機能している。
運河はカパフル通りの北東からワイキキに沿って進み、南東に進んで太平洋へと水は流れる。橋はマッカリー通りとカラカウア通り、そしてアラモアナ通りにある。アラワイ通りはワイキキの運河沿いを走っている。

## 歴史

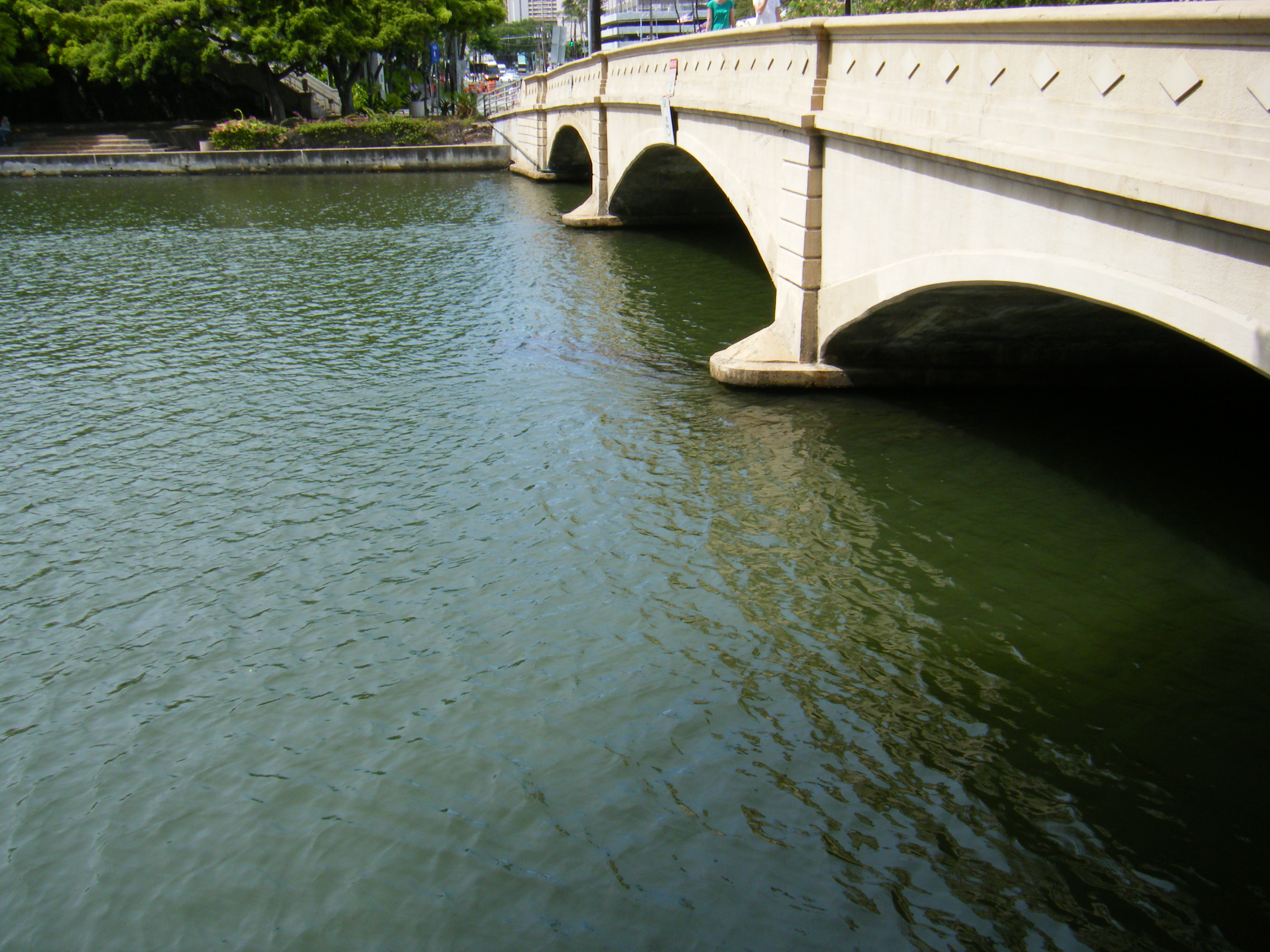
カラカウア通りにかかる橋

運河ができる前、ワイキキはマキキやパロロ、マノアの谷から流れる小川によって潤される湿地であった。1900年代初め、当時の衛生局局長であるルーシャス・ピンカム（Lucius Pinkham）は彼が「非衛生的」であると考えた湿地を乾燥させるために運河を建設することを提案した。運河建設の提案は衛生局の承認を得たものの、最終的に承認されたのはピンカムがハワイ準州知事に就任してからのことであった。
運河の建設は商人ウォルター・F・ディリンガム（Walter F. Dillingham）のハワイ浚渫工事会社（Hawaiian Dredging Construction Company、現在は鹿島建設の子会社）によって1921年に始まり、1928年に完成した。市がワイキキに新しいビルの建築を許可したとき、彼らは建築者に海面以上の高さに作ることを必要とした。ディリンガムは浚渫の中で生まれた副産物を販売したので、建築者は新しく生まれた土地のかさを上げることができた。運河は今日まで常に浚渫されている。
運河の建設は海に直接流れ込む小川の流れを排水した。このことは数平方マイルの新しい不動産を生み出す結果となった。控えめな意味ではあるが、この開発によって最も利益を得たのは小さな水田や豆畑を所有・維持してきた人々であった。運河の建設によって乾いた土地を生み出したことは、ワイキキを観光地として開発していくうえで重要なことだと考えられている。
元々のデザインでは、アラワイ運河は2マイルの水路と2つの出口を持っていた。どちらの出口からも沈殿物を海に排出することができた。技術者たちはカピオラニ公園やワイキキ水泳場（Waikiki Natatorium War Memorial）近くに計画されていた東側出口を造らないことを決定した。東側出口から流出する汚染物がワイキキ・ビーチに沈殿する恐れがあったためである。

## 懸念

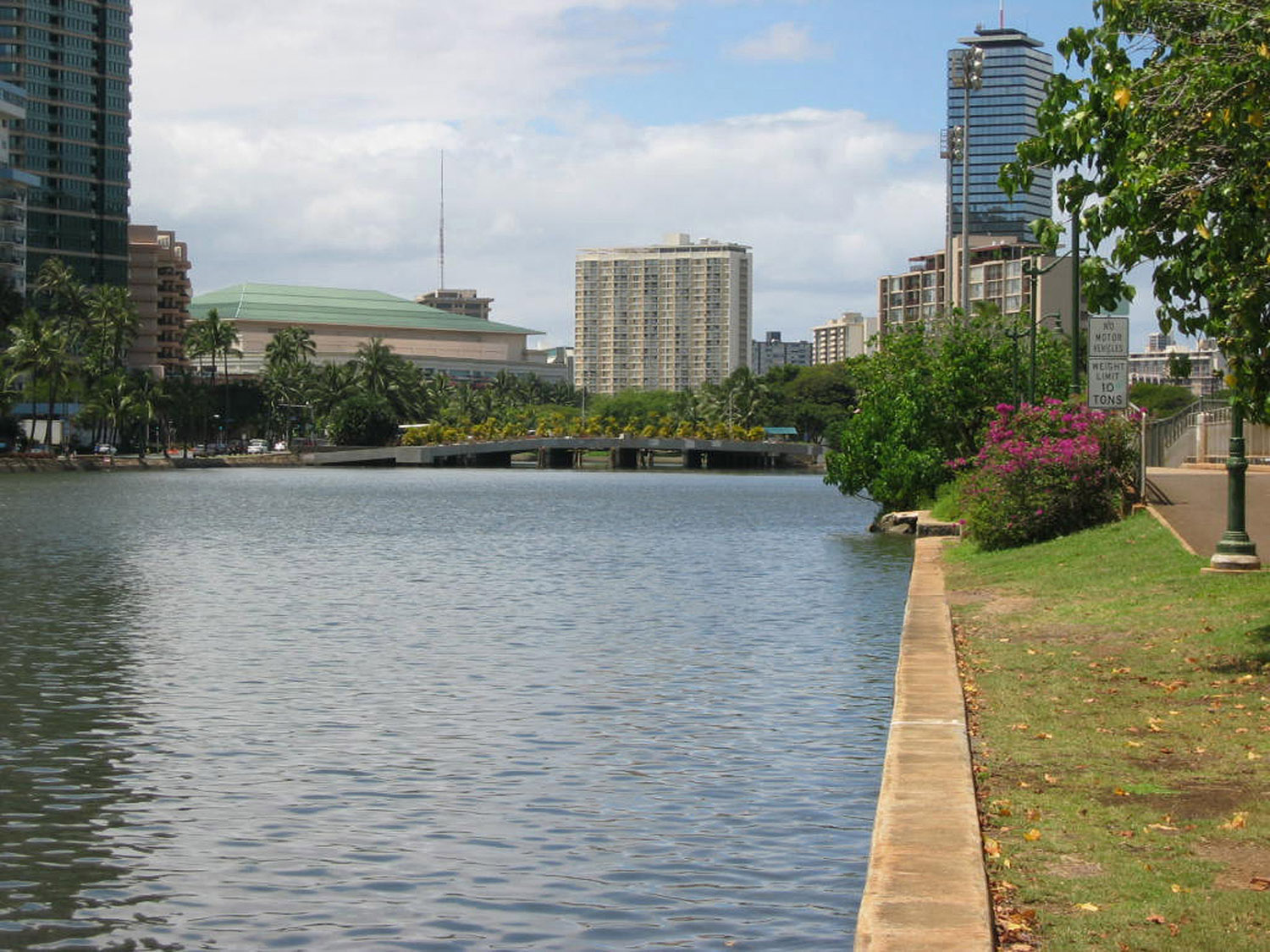
運河の曲がり角

連邦政府の治水専門家によって示された大きな懸念は、大雨によって運河が氾濫してダイアモンド・ヘッドからアラモアナ、モイリイリにかけてのエリアが5フィートの深さまで浸水しうるということであった。そのような災害を防ぐため、アメリカ陸軍工兵司令部は運河を浚渫したり、マッカリー橋を拡張したり、岸壁を設置するといった様々な対策を調査した。
その他の大きな問題は、都会化による運河の汚染である。街や開発の進む周辺地域からの排水に加えて、水銀が検出されたのである。この水銀はアラワイ・ハーバーにあるボートの塗装によるものと考えられている。1976年の保険局による報告でも運河の水中でバクテリアレベルの指標である糞便性大腸菌群（fecal coliform）の数がアメリカ合衆国の基準を常に超えていると言及されている。
アラワイ運河は少なくとも1967、1978、2002年の3回にわたって浚渫された。浚渫された沈殿物の大半は海に投棄されたが、2002年浚渫工事の沈殿物は毒性が強いと判断されたため投棄されず、代わりにホノルル国際空港（現：ダニエル・K・イノウエ国際空港）の埋め立てに利用された。
2006年3月に激しい雷や雨が下水道を圧倒し、下水管に圧力がかかって破壊を引き起こした。数日後、そして氾濫の後、当時の市長ムフィ・ハンネマン（Mufi Hannemann）は下水がホテルや住居に流れ込むことを防ぐため、48 million米ガロン (180,000 m3)ほどの未処理の下水をアラワイ運河に流し込むことを決定した。この流入によっていくつかのエリアで部分的に氾濫が起き、下水がワイキキや近隣のビーチを汚染することになった。健康上の懸念が示されたため、ワイキキやアラモアナ地域を含むアラワイ運河近くのビーチは一時的に閉鎖された。事故から数週間後、ビーチは再開されたが、アラワイ運河が安全で健康上の懸念がないと判断されるには数か月を要した。ある人物が運河の出口近くにあるアラワイ・ハーバーに転落したのちに敗血症性ショック（septic shock）で亡くなった。彼の死を洪水の後の高レベルのバクテリア汚染に帰する者もいた。
この運河は何度もカヌーや遊戯向けの安全基準を下回っているにもかかわらず、そのような利用を禁止する動きはない。何百ものカヌー・ボート選手たちがハワイで最も頻繁に利用される陸の水路としている。

## 写真

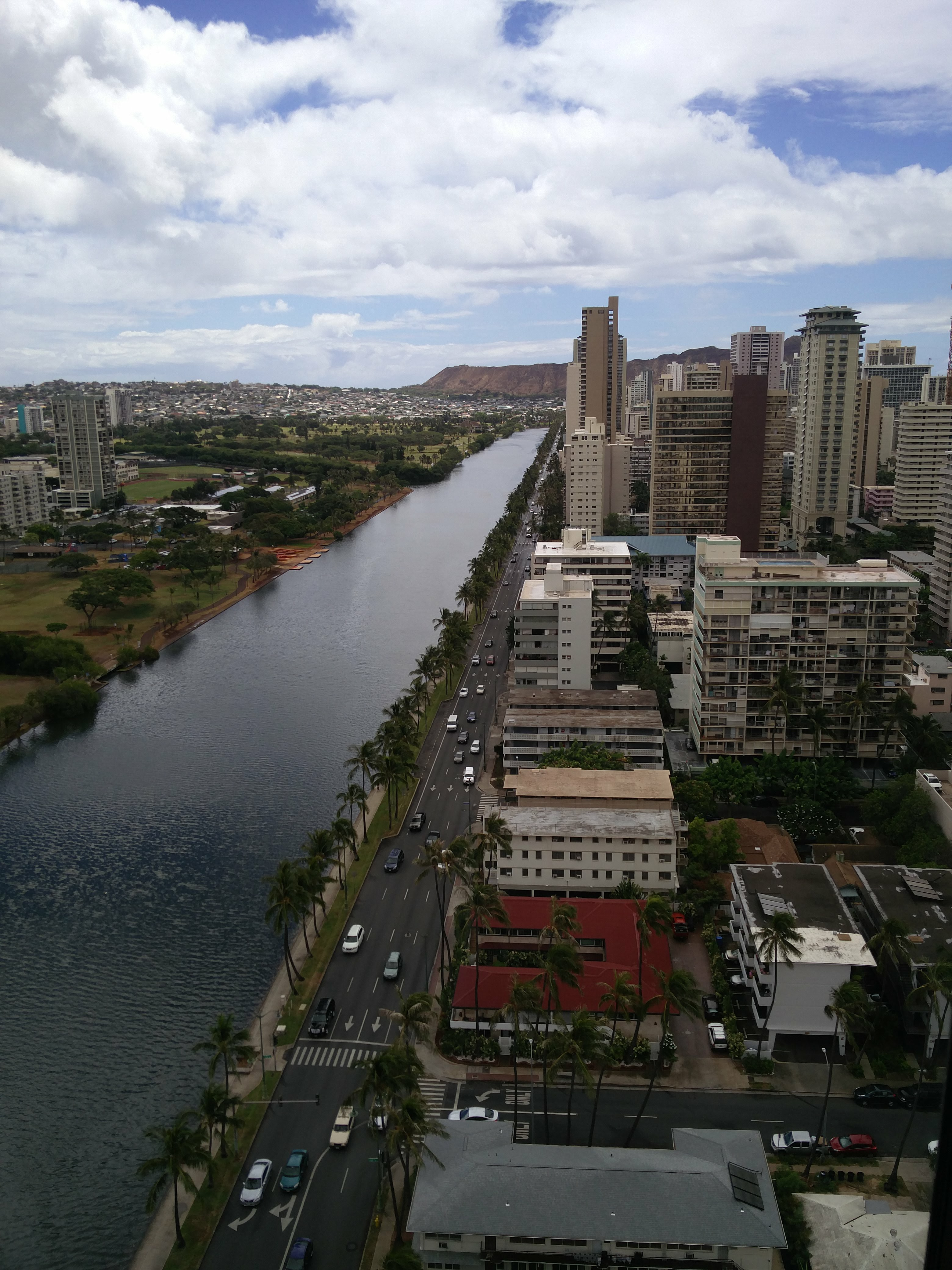
29階からの眺め